# تاب (مجارستان)
تاب (به مجاری:  Tab) یک منطقهٔ مسکونی در مجارستان است که در ناحیه تاب واقع شده‌است. تاب ۲۵٫۸۶ کیلومتر مربع مساحت و ۴٬۳۰۷ نفر جمعیت دارد.

## خواهرخوانده
شهرهای بیله توشد، Dettenhausen, Zemné و Tešedíkovo خواهرخوانده‌های تاب (مجارستان) هستند.